# شنة بنكانية
شنة بنكانية (الاسم العلمي: Channa bankanensis) هي نوع من الأسماك تتبع جنس الشنة من فصيلة الشنات.